# Margreta Elkins
Margreta Elkins (Brisbane, 16 octobre 1930 - Brisbane, 1er avril 2009) était une mezzo-soprano australienne de réputation internationale.

## Biographie
Née Margaret Geater, récipiendaire d'une bourse de l'État du Queensland, elle commence ses études musicales à 17 ans à Brisbane avec Ruby Dent, puis à Melbourne avec Pauline Bindley. Elle complète sa formation à Londres avec Vera Rozsa et à Mantoue avec Ettore Campogalliani. De retour en Australie, elle débute en 1953 à Brisbane, dans le rôle de Carmen.
Elle s'installe en l'Angleterre en 1956, où elle se joint à la troupe itinérante Carl Rosa Opera Company. En 1958, elle débute au Royal Opera House de Londres, où elle se produira régulièrement jusqu'au milieu des années 1970, dans des rôles tels que Carmen, Dalila, Siebel, Brangäne, Octavian, Azucena, Amneris, et brille particulièrement en Ruggerio, Bertarido, Adalgisa, Orsini aux côtés de sa compatriote Joan Sutherland, avec qui elle participe également à de nombreux enregistrements. Elle l'accompagne aussi lors de sa tournée en Australie en 1965, avec la Sutherland-Williamson Opera Company sous la direction musicale et artistique de Richard Bonynge, mari de Sutherland.
Elle crée en 1962, le rôle de Helen, lors de la première mondiale du King Priam de Michael Tippett à Coventry. Artiste intègre, elle refusa des invitations au Metropolitan Opera de New York, ainsi qu'aux festivals de Glyndebourne et Bayreuth, n'aimant pas les rôles qu'on lui proposait.  
Après la naissance de sa fille en 1970, elle chante de moins en moins à l'étranger et concentre sa carrière en Australie et devient membre de l'Opéra de Sydney. Sa dernière prestation a lieu en 2002 au Queensland Opera dans le rôle de Mamma Lucia dans Cavalleria rusticana.

## Sources
- Opera News, Obituaries, July 2009.
- Operissimo.com